# Passo avanti
Passo Avanti ist ein 2011 gegründetes Quartett, das im Bereich der Klassik und des Jazz tätig ist.

## Ensemble
Passo Avanti wurde 2011 gegründet. Die Besetzung ähnelt einem Streichquartett, allerdings wurde die zweite Geige durch eine Klarinette und die Bratsche durch eine Gitarre ersetzt. Das Ensemble kombiniert klassische Musik mit Elementen des Jazz.
Zur Besetzung gehören der Geiger Mario Korunic, der Klarinettist Alexander von Hagke, der Gitarrist Vlado Grizelj und der Cellist Eugen Bazijan.
Neben der deutschlandweiten und europaweiten Konzerttätigkeit (u. a. Schleswig-Holstein Musikfestival, Tonhalle Zürich) war das Quartett live auf BR-Klassik und in der Abendschau im Bayerischen Fernsehen zu Gast. Musik des Ensembles wurde von mehreren öffentlich-rechtlichen Kultursendern gespielt, u. a. NDR Kultur, HR 2 und BR-Klassik.

## Pressestimmen
„Noch nie da gewesen – Alexander von Hagke geht mit Passo Avanti neue Wege. Anders als viele laue Crossover-Projekte, die klassische Melodien einfach mit Jazzrhythmik unterlegen, möchte von Hagke die Vorzüge beider Welten fruchtbar kombinieren: die Feinheit der klassischen Tongebung mit der freien Beweglichkeit von Time und Harmonik des Jazz.“ Sueddeutsche Zeitung
"Von der gefälligen Stückauswahl [...] sollte man sich nicht abschrecken lassen, denn die Bearbeitungen für Geige, Cello, Klarinette und E-Gitarre haben viel zu bieten. [...] Das große Plus der Aufnahme ist die Ernsthaftigkeit und Könnerschaft, mit der sich die Musiker der Klassik ebenso zuwenden wie dem Jazz. Hier werden bekannte Themen nicht nur kurz angespielt, um sie anschließend umso ausführlicher auseinanderzunehmen. Die Schönheit der Originale kommt immer zu ihrem Recht". Jazzthetik

## Diskografie
- Finest Blend (2015) (GLM)
- Delikatessen (2013) (GLM)